# Edgewater (Florida)
Edgewater ist eine Stadt im Volusia County im US-Bundesstaat Florida. Das U.S. Census Bureau hat bei der Volkszählung 2020 eine Einwohnerzahl von 23.097 ermittelt.

## Geographie
Edgewater liegt am Atlantik und grenzt im Norden direkt an die Stadt New Smyrna Beach. Die Stadt liegt rund 35 km östlich von DeLand sowie etwa 80 km nordöstlich von Orlando.

## Demographische Daten
Laut der Volkszählung 2010 verteilten sich die damaligen 20.750 Einwohner auf 9.929 Haushalte. Die Bevölkerungsdichte lag bei 364 Einw./km². 94,1 % der Bevölkerung bezeichneten sich als Weiße, 2,6 % als Afroamerikaner, 0,3 % als Indianer und 0,9 % als Asian Americans. 0,5 % gaben die Angehörigkeit zu einer anderen Ethnie und 1,6 % zu mehreren Ethnien an. 3,4 % der Bevölkerung bestand aus Hispanics oder Latinos.
Im Jahr 2010 lebten in 26,2 % aller Haushalte Kinder unter 18 Jahren sowie 38,0 % aller Haushalte Personen mit mindestens 65 Jahren. 66,6 % der Haushalte waren Familienhaushalte (bestehend aus verheirateten Paaren mit oder ohne Nachkommen bzw. einem Elternteil mit Nachkomme). Die durchschnittliche Größe eines Haushalts lag bei 2,36 Personen und die durchschnittliche Familiengröße bei 2,79 Personen.
21,5 % der Bevölkerung waren jünger als 20 Jahre, 20,3 % waren 20 bis 39 Jahre alt, 28,8 % waren 40 bis 59 Jahre alt und 29,3 % waren mindestens 60 Jahre alt. Das mittlere Alter betrug 47 Jahre. 48,3 % der Bevölkerung waren männlich und 51,7 % weiblich.
Das durchschnittliche Jahreseinkommen lag bei 45.493 $, dabei lebten 10,2 % der Bevölkerung unter der Armutsgrenze.
Im Jahr 2000 war Englisch die Muttersprache von 95,33 % der Bevölkerung, spanisch sprachen 2,41 % und 2,26 % hatten eine andere Muttersprache.

## Sehenswürdigkeiten
Am 10. Juli 2008 wurde die Hawks Archeological Site in das National Register of Historic Places eingetragen.

## Verkehr
Die Stadt wird von der Interstate 95, dem U.S. Highway 1 sowie der Florida State Road 442 durchquert. Zudem führt die Güterbahnstrecke der Florida East Coast Railway durch die Stadt. Der nächste Flughafen ist der Daytona Beach International Airport (30 km nördlich).

## Kriminalität
Die Kriminalitätsrate lag im Jahr 2010 mit 218 Punkten (US-Durchschnitt: 266 Punkte) im durchschnittlichen Bereich. Es gab drei Vergewaltigungen, zehn Raubüberfälle, 37 Körperverletzungen, 199 Einbrüche, 399 Diebstähle, 35 Autodiebstähle und vier Brandstiftungen.